# Trương Đỗ
Trương Đỗ (không biết năm sinh, năm mất) là quan Ngự sử Đại phu, Đình úy Tự khanh, Trung Đô phủ tổng quản thời Trần Duệ Tông, nổi tiếng là người thanh liêm, cương trực, dũng cảm.

## Tiểu sử
Trương Đỗ là người làng Phù Đới, huyện Vĩnh Lại, phủ Hạ Hồng, nay là làng Phù Tải, xã Thanh Giang (Thanh Miện, Hải Dương), đỗ Tiến sĩ và làm quan vào nửa sau thế kỷ XIV. Đây là thời kỳ nhà Trần ngày càng suy yếu, kỷ cương lỏng lẻo, gian thần tiếm quyền, khắp nước loạn lạc, nhân dân điêu đứng. Đời vua Trần Dụ Tông, thầy Chu Văn An dâng "thất trảm sớ" đòi chém đầu 7 tên gian thần nhằm làm trong sạch đám cầm quyền, nhưng vua không nghe nên ông lui về núi Phượng Hoàng (Chí Linh) mở trường dạy học. Đến đời Trần Duệ Tông, Ngự sử Đại phu Trương Đỗ ba lần dâng "Bãi chiến sớ" can vua chớ gây cuộc binh đao, nhưng không hiệu quả nên ông cũng từ quan, còn vua Duệ Tông phải trả giá cực đắt bằng chính mạng sống của mình cho thói ương ngạnh không chịu lắng nghe lời tôi hiền can gián.
Theo Đại Việt sử ký toàn thư, năm Bính Thìn (1376), vua Chiêm Thành đã gửi dâng cho vua Trần 10 mâm vàng nhưng viên quan tham ô là Đỗ Tử Bình biển thủ đi rồi trí trá tâu vua rằng Chế Bồng Nga ngạo mạn vô lễ và kích động vua đem quân sang hỏi tội. Vua Duệ Tông nhẹ dạ cả tin và quyết tự mình mang quân đi đánh. Trương Đỗ xác định rõ đây là cuộc chiến tranh không đáng có, chỉ gây tai họa cho nhân dân hai nước nên dâng sớ can: "...Chiêm Thành ở tận cõi Tây xa xôi, hẻo lánh, núi sông hiểm trở. Nay bệ hạ mới lên ngôi, đức chính, giáo hóa chưa thấm nhuần tới phương xa, nên sửa sang văn đức khiến nó phải tự đến thần phục. Sau này, nếu nó không theo, sẽ sai tướng đi đánh cũng không muộn gì". Cốt lõi của lá sớ là dùng ân đức nhân nghĩa để cảm hóa chứ không dùng bạo lực chiến tranh. Trong nước vừa dẹp xong loạn Dương Nhật Lễ, tình hình chưa ổn định, thế và lực còn yếu; mà phía Chiêm Thành lại đang khởi sắc với ông vua dũng cảm là Chế Bồng Nga, cho nên hòa bình là giải pháp duy nhất đúng lúc ấy.
Thời phong kiến, vua nắm quyền tối cao, cho nên nói trái ý vua là điều mà viên quan nào cũng hết sức tránh, nếu không muốn mất chức quyền, bổng lộc và chuốc họa vào thân. Trương Đỗ ba lần dâng "Bãi chiến sớ" trái ngược hẳn với quyết định của vua, thật là người chính trực và dũng cảm hơn hẳn các bạn đồng liêu. Ông từ quan để phản đối chiến tranh. Tinh thần vì nghĩa quên thân ấy dễ mấy ai sánh kịp!
Nhà sử học lỗi lạc Ngô Sĩ Liên viết: "Trương Đỗ khi làm quan thì không giấu lời nói thẳng, thế là xứng đáng với chức vụ của mình. Khi can, dâng sớ tới ba lần, thế là dám chạm đến cả vua. Mà vua không nghe, thế là tâm trí của vua đã lẫn rồi. Người có trách nhiệm phải nói, không được nghe theo thì bỏ đi, thế là sự tiến lui của Trương Đỗ đều hợp lẽ phải vậy. Tuy lời nói thẳng thường trái tai vua, nhưng lợi cho thân vua. Việc này có thể nêu lên làm gương được".
Cự tuyệt lời can tâm huyết của Trương Đỗ, Trần Duệ Tông cứ thân chinh đem 12 vạn quân sang đánh Chiêm Thành, quả nhiên, sa vào bẫy phục kích của đối phương. Chỉ trong một canh giờ, đại quân tan vỡ. Duệ Tông cùng nhiều tướng lĩnh tử trận.
Trương Đỗ giữ chức Ngự sử Đại phu, đứng đầu Ngự sử đài - cơ quan can gián vua. Do đức độ, tài năng, ông còn được vua tin cậy giao kiêm nhiệm chức Đình úy tự khanh (đứng đầu cơ quan tra xét các hình án) và Trung đô phủ tổng quản (quản lý mọi mặt của kinh thành Thăng Long). Quyền hành rất lớn, nhưng Trương Đỗ vẫn luôn giữ vững lối sống cao đẹp. Đại Việt sử ký toàn thư đã nêu tóm tắt một số nét phẩm chất đạo đức của ông: "Trương Đỗ là người thanh liêm, thẳng thắn, không bè đảng, phóng khoáng, có chí lớn... Ông làm quan trong sạch, nghèo túng, không gây dựng điền sản, con cháu nối đời làm quan cũng có tiếng là nghèo mà trong sạch...". Những từ ngữ thật cô đọng, hàm súc, chỉ rõ những đức tính cao quý mà những người nắm công quyền thời nào cũng cần noi theo.
Sách Kiến văn tiểu lục của Bảng nhãn Lê Quý Đôn trong tập II, trang 257 có tôn vinh 5 vị cao sĩ thời Trần thì Trương Đỗ được xếp sau Chu Văn An một bậc. Đánh giá chung về mấy nhân vật này, Lê Quý Đôn viết: "Đây là những người trong trẻo, cương trực, cao thượng, có phong độ như sĩ quân tử thời Tây Hán, thật không phải những người tầm thường có thể theo kịp được. Bởi vì nhà Trần đãi ngộ sĩ phu rộng rãi, không bó buộc, hòa nhã, có lễ độ, cho nên nhân vật trong một thời có chí khí tự lập, hào hiệp, cao siêu, vững vàng, vượt ra ngoài thói thường, làm rạng rỡ trong sử sách, trên không thẹn với trời, dưới không thẹn với đất...".